# Trianon di porcellana
Il Trianon in porcellana fu il primo edificio costruito nel 1670, per ordine di Luigi XIV, sul sito del villaggio di Trianon.
A metà strada tra un palazzo e una fabbrica di giardini, l'edificio è un insieme di edifici chiari, con struttura in legno, rivestiti di piastrelle di delicata ceramica bianca e blu (da cui il nome "Trianon di porcellana"), che erano dedicati agli spuntini del re.
Questa costruzione non resistette alle intemperie e fu distrutta nel 1687 per essere sostituita dal Grand Trianon.

## Storia
Mentre Versailles era diventata una mecca del Regno di Francia, Luigi XIV nutriva il desiderio di creare un luogo riservato al suo relax e ai suoi piaceri. A tal fine, il re acquistò, tra il 1662 e il 1665, i feudi e le fattorie del villaggio di Trianon, situato a nord-ovest della tenuta di Versailles, con l'obiettivo di annettere queste terre al dominio reale. La chiesa e le casette di paglia furono distrutte nel 1668 e il terreno del cimitero fu trasferito a quello di Choisy-aux-Bœufs nel 1670. Ne nacque una struttura delicata composta da tre corpi di fabbrica, uno centrale, dedicato al re e due padiglioni più piccoli dedicati ai ricevimenti e ai banchetti e agli amori del re, la struttura era circondata da un elegante corte d'onore a scacchi (sostituito poi dalla ghiaia del successivo Grand Trianon) circolare, recintate anch'essa da una griglia d'onore circolare. L'intero edificio aveva un colore chiaro che simulava il tufo mielato ed aveva grandi finestre rettangolari contornati da terracotta blu e bianca, la struttura era coronata da un tetto mansardato ricoperto da terracotta bianca e blu lavorata a losanghe e rombi, e la cui sommità era coronata da vasi blu dallo stile cinesizzante. Gli interni, descritti dai contemporanei come magnifici erano lavorati anch'essi in ceramica blu e bianca nello stile delle cineserie, il verde brillante era un altro colore che rompeva insieme all'oro la monotonia degli interni. Il mobilio interno in terracotta e più raramente in porcellana venne disperso dopo la demolizione del complesso.
I giardini furono completati già nel 1674 e non sono molto dissimili dai giardini del successivo Grand Trianon.
Nel 1687 l'edificio fu demolito per ordine di Luigi XIV poiché presentava delle lesioni nelle decorazioni esterne di terracotta causate dalle gelate invernali.

## Galleria d'immagini

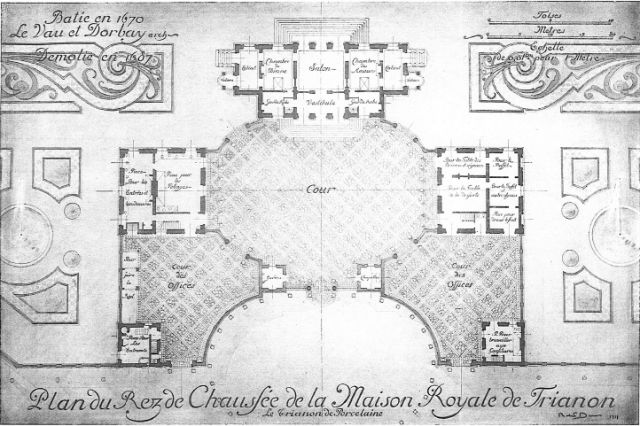
Corte d'onore del Trianon di porcellana
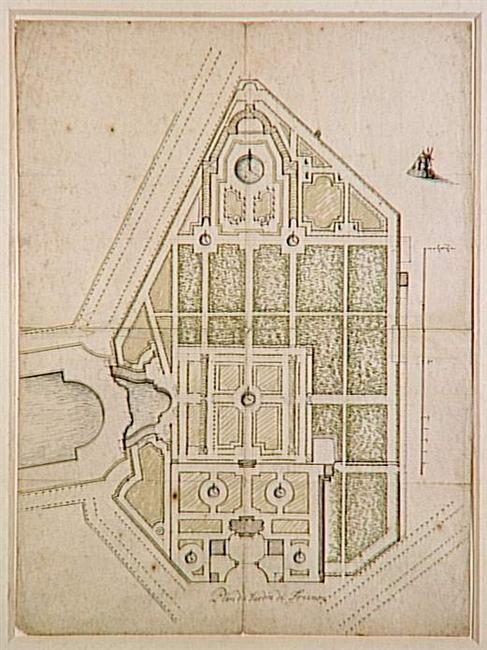
Pianta dei Giardini del Trianon di Porcellana
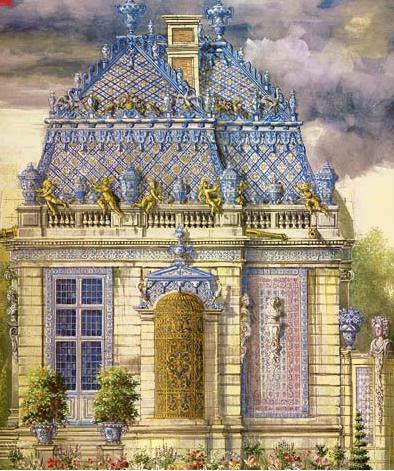
Una delle facciate del Trianon di Porcellana
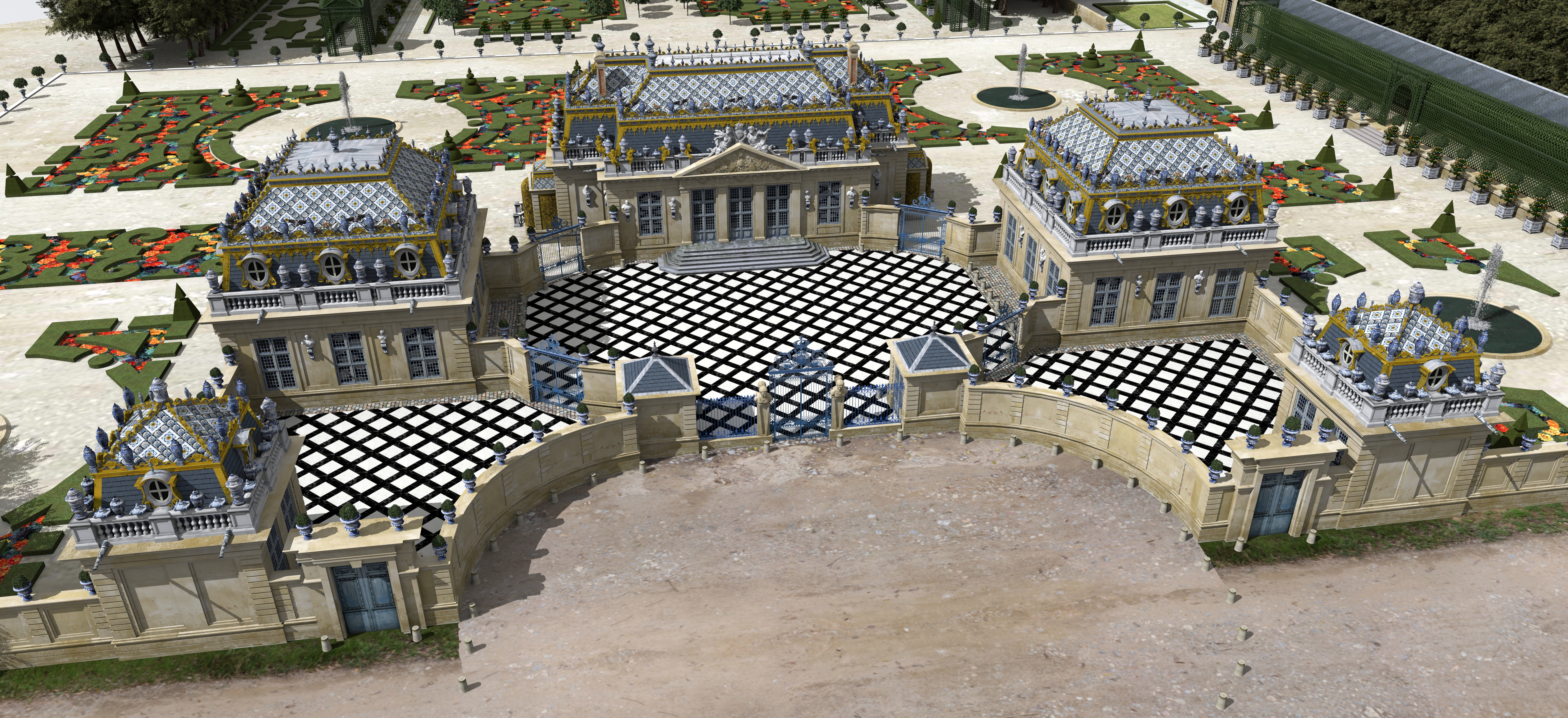
Ricostruzione 3D del complesso
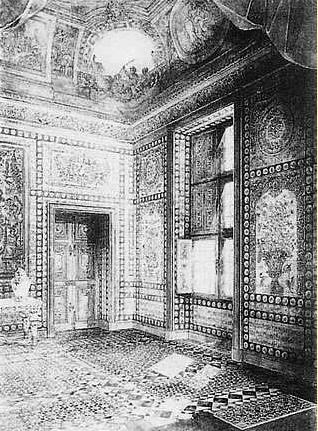
Interno della Camera di Diana
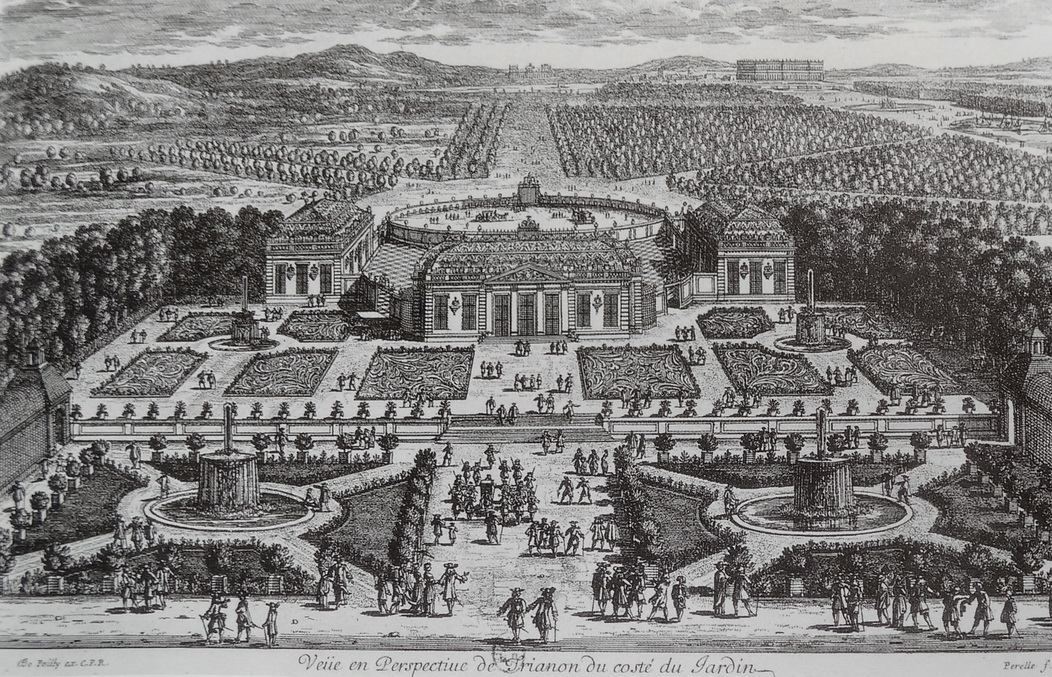
Il castello visto dai giardini nel XVII secolo